# Tibouchina ramboi
Tibouchina ramboi är en tvåhjärtbladig växtart som beskrevs av Alexander Curt Brade. Tibouchina ramboi ingår i släktet Tibouchina och familjen Melastomataceae. Inga underarter finns listade i Catalogue of Life.